# Découvrabilité
La découvrabilité est le degré auquel quelque chose, en particulier un élément de contenu ou d'information, peut être trouvé lors d'une recherche dans un fichier, une base de données ou un autre système d'information. La découvrabilité est une préoccupation en sciences de l'information et des bibliothèques , dans de nombreux aspects des médias numériques, dans le développement de logiciels et de sites web, ainsi que dans le marketing, car les produits et services ne peuvent pas être utilisés si les gens ne peuvent pas les trouver ou ne comprennent pas à quoi ils peuvent servir.
Les métadonnées, ou « informations sur les informations », telles que le titre d'un livre, la description d'un produit ou les mots-clés d'un site web, affectent la possibilité de découvrir quelque chose dans une base de données ou en ligne. L'ajout de métadonnées à un produit disponible en ligne peut permettre aux utilisateurs finaux de trouver plus facilement le produit. Par exemple, si un fichier de chanson est mis à disposition en ligne, le fait de rendre le titre, le nom du groupe, le genre, l'année de sortie et d'autres informations pertinentes disponibles en rapport avec cette chanson signifie que le fichier peut être récupéré plus facilement. Organiser les informations en les classant par ordre alphabétique ou en les incluant dans un moteur de recherche est un exemple de la manière d’améliorer la découvrabilité.
La découvrabilité est liée à, mais différente de, l’accessibilité et l'utilisabilité, d’autres qualités qui affectent l’utilité d’une information.

## La découvrabilité des contenus culturels en ligne
La découvrabilité des contenus culturels en ligne fait référence à leur disponibilité, leur accessibilité, et leur visibilité, c'est-à-dire la capacité à être repéré parmi un vaste ensemble d’autres contenus sans que la recherche ne porte précisément sur ce contenu.
La notion de découvrabilité est essentielle dans un écosystème numérique caractérisé par l’hyper-abondance de l’offre, la concentration de la distribution sur quelques grandes plateformes et le rôle des mécanismes de recommandation dans l’accès aux contenus culturels.